# Etagespir
Et Etagespir er et spir, der er opbygget i flere etager, ofte med gennembrudte partier i en eller flere af etagerne.